# Carmen (territorium)
Carmen was een federaal territorium van Mexico. Het territorium bestond van 1853 tot 1857.
Het territorium werd opgericht door president Antonio López de Santa Anna, en bestond uit het Isla del Carmen voor de westkust van het schiereiland Yucatán en het omringende vasteland. Voor het vormen van het territorium moesten de staat Yucatán grondgebied afstaan. De oprichting van het territorium was vooral ingegeven om Yucatán, dat zich in de voorgaande decennia tot twee keer toe onafhankelijk had verklaard, in toom te houden.
Met de proclamatie van de grondwet van 1857, twee jaar na de val van Santa Anna, werd het territorium opgeheven. Het grondgebied werd verdeeld tussen de staat Tabasco en het nieuw opgerichte territorium Campeche y el Carmen.